# Тіху-Колмас-Ярв
Тіху-Колмас-Ярв (ест. Tihu Kolmas järv, інші назви ест. Väikejärv) — озеро в Естонії, що розташоване на острові Хіюмаа, у волості Киргессааре. Входить до складу групи озер Тіху. Знаходиться приблизно в 350 м на південний схід від озера Тіху-Кескміне-Ярв.